# منديل الشارة الخشبية
منديل الشارة الخشبية (بالإنجليزية:Wood Badge) يعد من الرموز الكشفية التي أصبح متعارفا عليها في جميع أنحاء العالم، وفي الحقيقة أن لهذا المنديل العديد من الدلالات ولنشأته قصة طريفة، كما أنه يتدرج إلى ثلاث رتب يتصعد خلالها القائد الكشفي من واحدة إلى الأخرى.
ففي عام 1919م عندما بدأت الحركة الكشفية آخذة في الانتشار، تولدت الحاجة إلى تدريب عدد من القيادات يكون مسؤولا عن قيادة الحركة، فأقام بادن باول دورة تدريبية لعدد من القيادات في هذا العام، وعقد الدراسة في مخيم جيلويل بارك بإنجلترا، والذي أصبح منذ ذلك التاريخ أول مركز لتدريب القيادات الكشفية في العالم، وفي ختام الدورة التدريبية أراد بادن باول أن يمنح القادة المتدربين رمزا أو شارة أو وساما يميزهم عن غيرهم من القادة الذين لم يحضروا تلك الدورة التدريبية فابتكر لذلك ما أطلق عليه في حينه وسام الغاب الذي عرف فيما بعد بوسام الشارة الخشبية.

## دلالة المنديل
وقد اختار بادن باول هذا الوسام حيث كان له دلالات سابقة مرت به خلال تجربته الطويلة ورحلاته في كل من الهند وأفريقيا وأوروبا. فالوسام المكون من ثلاثة أجزاء هي: المنديل، والشارة، وعقدة المنديل؛ كان لكل واحدة منها رمزا ودلالة في حياة بادن باول يرتبط بالإرهاصات الأولى في ذهنه حول نشأة الحركة الكشفية.
لكل جزء من المنديل دلالة هامة: فالوسام المكون من خيط من الجلد الأسود معقودا في نهايته حبتان من خشب البامبو أو كما يسميه البعض الخيزران، نجد أن بادن باول قد أخذ هذا الرمز من أفريقيا وتحديدا من إحدى قبائل الزولو، الذين نزل باول في أراضيهم واضرته الظروف العسكرية أن يدافع عن قراهم ضد هجمات الهولنديين، فأراد زعيم القبيلة أن يكرمه فأهدى له حبلا من الجلد الأسود معقودا به حبات من الخيزران وعلقها في رقبته تقديرا له وعرفانا بفروسيته، وقد كان من عادات تلك القبائل إذا بلغ الفتى فيهم مبلغ الشباب أطلقوه في الغابات وحيدا دون مؤونة ليعيش ما يقرب من ثلاثة سنين فإذا عاد بعدها إلى القبيلة سالما معافا فيعني أنه استطاع أن يتغلب على عناصر الطبيعة في الغابة من وحوش كاسرة وعوامل جوية صعبة، وأصبح جديرا بالحياة، فيستقبله زعيم القبيلة وأفرادها بالترحاب وتجرى له مراسم ما يعرف بحفل التنصيب يعلن فيها أنه أصبح رجلا مكتمل الرجولة، ويصبح من حقه أن يختار أي فتاة في القبيلة لتصبح زوجا له.
ومن هذه الحادثة أخذ بادن باول فكرة وسام الشارة والذي أطلق عليه في حينها وسام الغاب، على اعتبار أن القيادات التي تم تدريبها في تلك الدورة التدريبية قد اجتازوا مهارات التعايش في الخلاء الذي هو ملعب الكشاف وساحة نشاطه، وأصبح يعتمد عليهم في قيادة غيرهم من الشباب.
أما منديل الشارة، وهو عبارة عن شكل المنديل الكشفي العادي المتعارف عليه، غير أن له لونا مميزا اختاره بادن باول بنفسه ليكون مميزا، وهو يصنع من الصوف الخالص، أو القطن الخالص، وردي اللون، ومثبت في زاويته السفلية مستطيلا من القماش عبارة عن نسيج مخطط، وهذه النوعية من القماش هي المستخدمة في صناعة الأذار (التنورة) الاسكتلندية التي هي جزء من الزي التقليدي للإنجليز، والتي تتشابه في عموم شكلها لكن لكل منطقة شكلا مميزا من النسيج من حيث تقاطع الخطوط المكونة للنسيج، وقد اختار بادن باول شكل النسيج الخاص بالمنطقة التي أقيم بها أول معسكر تدريبي تقديرا منه إلى أهل تلك المنطقة الذين تبرعو بموقع المخيم (جيلويل بارك)، والذي أصبح بادن باول فيما بعد عندما كرمته ملكة بريطانيا ومنحته لقب لورد فأطلق عليه: لورد أوف جيلويل بارك.
ومن يومها احتكر مركز تدريب جيلويل بارك صناعة الوسام والمنديل الذي يحمل رمزهم، وأصبح جميع الحاصلين على وسام الشارة الخشبية يتقلدون هذا المنديل المصنوع هناك.
أما عقدة المنديل فقد ابتكرها بادن باول لتكون رباطا للمنديل الكشفي وهي عبارة عن خيط سميك من الجلد معقودا بطريقة معينة وهي إحدى العقد التي يستخدمها البحارة في مراكبهم. وقد أصبحت هذه العقدة رمزا كشفيا فيما بعد وعلامة على وحدة الحركة.
هذا ما يتعلق بالوسام والمنديل والعقدة أما ما يتعلق بدرجات هذا الوسام فكما قلنا أنه على ثلاث درجات هي: الوسام ذو الحبتين، وذو الثلاث حبات، وذو الأربع حبات وهو أعلاها.

## قيمة المنديل
فعندما أراد بادن باول أن يدرب مجموعة أخرى من القيادات لتصبح قادة للقادة أي أن يعدهم لا لقيادة الفرق الكشفية ولكن لتدريب القادة فما كان منه إلا أن أخذ نخبة من القيادات التي سبق ومنحها وسام الشارة الخشبية ليضمهم إلى دورة تدريبية أخرى للشارة وبنفس المنهج التدريبي أي أن يعيد لهم التدريب وفي نهايته منح كل واحد منهم حبة أخرى يضيفها إلى وسام الشارة ليصبح لديه ثلاث حبات.
وبعد فترة عين بادن باول أحد هؤلاء القادة ليكون قائدا لمركز تدريب جيلويل بارك ويصبح من صلاحياته منح هذا الوسام للمتدربين، فكان قادة الكشافة يتوافدون على مركز تدريب جيلويل من جميع أنحاء العالم ليتدربوا ويحصلوا على وسام الشارة الخشبية من هناك، وكان من بينهم عددا لابأس به من المنطقة العربية.

## انتشار وسام الغاب
وبعد أن اتسعت رقعة الحركة الكشفية في العالم وتزايدت أعدات المتدربين لم يعد في إمكان مركز جيلويل بارك أن يفي بهذا الغرض وحده فضلا عن التكاليف الباهظة التي يتكبدها المتدرب للسفر والإقامة وغير ذلك، وحلا لهذه المشكلة تم تعيين أربعة من القادة الذين تم تدريبهم في جيلويل وأثبتوا كفاءة عالية ليكونوا مساعدين لقائد تدريب جيلويل، ويمثلون أقاليم مختلفة من العالم، وتكون مهمة كل واحد منهم أن يكون مفوضا من قبل قائد تدريب جيلويل في عقد دراسات الشارة الخشبية في الإقليم التابع له، وأن يجيز القيادات للحصول على وسام الشارة.
ومما يذكر أن القائد / عزيز بكير – وهو من مصر كان أحد هؤلاء الأربعة، فكان أغلب القيادات العربية الموجودة في الصف الأول الآن ومن سلفهم قد تتلمذوا على يديه، وكان كل من يريد أن يحصل على الشارة لا يمر بها إلا من مدرسته التدريبية، فكان بحق معهدا للتدريب وموسوعة في مجاله، ولا زال كبار القادة يذكرونه بمواقفه التعليمية الفذة.
وفي عام 1969م ومع توسع آخر للحركة الكشفية أصبح قائد تدريب جيلويل والأربعة من معاونيه غير كافين للقيام بمهمة التدريب في الوقت الذي أصبح فيه يتوفر عدد من القيادات المؤهلة في كل دولة، فعقد في هذا العام المؤتمر الكشفي العالمي في هلسنكي، وكان من بين توصياته التاريخية الهامة، ما عرف بلا مركزية التدريب أي أن يصبح لكل دولة قائد تدريب دولي معترف به (أربع حبات) ويكون من صلاحياته إقامة دورات الشارة الخشبية ومنحها للمتدربين.
ولكن ظل صناعة منديل الشارة عملية مركزية تسيطر عليها المنظمة الكشفية العالمية، حيث تطلب منها الجمعيات الأعداد التي تحتاجها سنويا (بالطبع ليس مجانا) حيث يعد بيع منديل الشارة الآن أحد موارد تمويل المنظمة العالمية.